# Roede van Tielt
De roede van Tielt was een van de vijf roedes (= kantons) van de kasselrij Kortrijk tijdens het ancien régime. De roede werd bestuurd door de burggraaf van Tielt.

## Gebied
Onder de roede van Tielt ressorteerden 22 gemeenten:
- Aarsele
- Dentergem
- Egem
- Gottem
- Kanegem
- Lotenhulle
- Markegem
- Meulebeke
- Oeselgem
- Oostrozebeke
- Pittem
- Poeke
- Ruiselede
- Schuiferskapelle
- Sint-Baafs-Vijve
- Tielt
- Vinkt
- Wakken
- Wielsbeke
- Wingene
- Wontergem en Zwevezele